# ГЕС Раммам ІІІ
ГЕС Раммам ІІІ — гідроелектростанція, що споруджується на сході Індії у штаті Західний Бенгал. Знаходячись після ГЕС Раммам ІІ, становить нижній ступінь у каскаді на річці Раммам, яка бере початок в Гімалаях зі східного схилу хребта Сінґаліла (відділяє Непал від штатів Сіккім та Західний Бенгал) і впадає праворуч до Ранґіту (права притока Тісти, котра в свою чергу є правою притокою Брахмапутри).
В межах проєкту гірську річку збираються перекрити водовідвідною греблею із чотирма водопропускними секціями шириною по 10 метрів. Вона спрямовуватиме ресурс до прокладеного уздовж річки дериваційного тунелю довжиною 8,2 км та діаметром 4 метри, який також отримуватиме поповнення через відгалуження довжиною 0,8 км. Після верхньої балансувальної камери висотою 53 метри та діаметром 14,5 метра тунель переходитиме в напірний водовід довжиною 1,5 км з діаметром 2,5 метра.
Наземний машинний зал обладнають трьома турбінами типу Пелтон потужністю по 40 МВт, які при напорі у 481 метр забезпечуватимуть виробництво 476 млн кВт-год електроенергії на рік.
Відпрацьована вода повертатиметься в річку по критому відвідному каналу довжиною 740 метрів з перетином 4х3 метри.
Контракт на постачання турбін та генераторів уклали з великим індійським виробником цього обладнання компанією BHEL.
Завершення проєкту заплановане на 2019/2020 фінансовий рік.